# ニコライ・ソロフツォフ

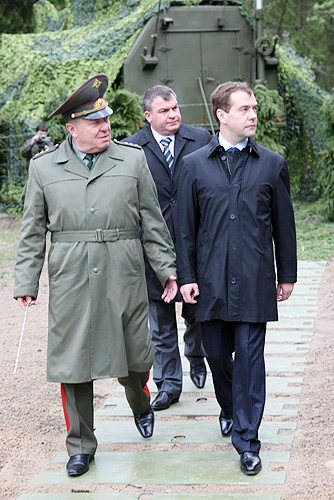
ロシア戦略ロケット軍第54師団を訪問するドミートリー・メドヴェージェフ大統領（右）、アナトーリー・セルジュコフ国防相（後）、ロシア戦略ロケット軍司令官ニコライ・ソロフツォフ、2008年5月15日

ニコライ・ソロフツォフ（Николай Соловцов；1949年1月1日 -）は、ロシア連邦の軍人、元ロシア戦略ロケット軍司令官。大将。

## 経歴
1971年、自動化統制・管制システム専攻でロストフ高等指揮・技術学校、1977年、ジェルジンスキー名称軍事アカデミー指揮学部、1991年、参謀本部軍事アカデミーを卒業。
ロケット連隊、師団、軍を指揮。戦略ロケット軍第一副総司令官として3年、ピョートル大帝名称戦略ロケット軍アカデミー校長として4年勤務。
2001年4月26日、戦略ロケット軍司令官に任命。2009年まで務め、退役。

## パーソナル
東カザフスタン州ザイセン市出身。妻帯、2児を有する。
軍事科学博士、教授。「名誉記章」、三等「軍における祖国への奉仕に対する」、「武勲に対する」勲章、メダル10個を受章。